# Allbrook
Allbrook – wieś w Anglii, w hrabstwie Hampshire, w dystrykcie Eastleigh. Leży 10 km na południe od miasta Winchester i 104 km na południowy zachód od Londynu.